# Nehydriris excellens
Nehydriris excellens är en fjärilsart som beskrevs av Munroe 1974. Nehydriris excellens ingår i släktet Nehydriris och familjen Crambidae. Inga underarter finns listade i Catalogue of Life.